# Upplands runinskrifter 435
Upplands runinskrifter 435 är en vikingatida runsten av granit i Husby-Ärlinghundra kyrka, Husby-Ärlinghundra socken och Sigtuna kommun. Runstenen  är 1,15 gånger 1 meter. Runhöjden är 12 centimeter. Runstenen är inmurad i sakristians norra vägg ungefär en meter ovanför markytan. Stenen var länge täckt av rappning, men återfanns 1945 av Sven B.F. Jansson.

## Inskriften
Translitterering av runraden:
× þurkil × auk × s(i)afi × la(t)u × risa × stain[il] ... ...a × ka͡uþan × auk × hiþinfast : kuna has : kuþ : hialbi : ant : hans × auk| |kus muþi ×
Normalisering till runsvenska:
Þorkell ok Siafi letu ræisa stæinhæll(?) ... ... goðan, ok Heðinfast, kona hans. Guð hialpi and hans ok Guðs moðiʀ.
Översättning till nusvenska:
Torkel och Säve läto resa stenhällen ... en god ..., och Hedenfast, lians hustru. Gud och Guds moder hjälpe hans ande.